# Amber Rutter
Amber Jo Rutter (Windsor, 21 de agosto de 1997) é uma atiradora esportiva britânica.

## Carreira
Hill começou a atirar aos dez anos de idade, quando decidiu ir para o campo de tiro em Binfield com o incentivo de seu avô, Bill Rogers. Desde então, ela participou de pequenas competições de tiro em Berkshire, ganhando vários títulos de faixa etária e recordes para espingarda. Aos doze anos, Hill foi selecionada para a equipe feminina sênior da Inglaterra com especialização em tiro ao prato.
Em 2013, Hill fez história no tiro ao se tornar a mais jovem vencedora do esporte (com 15 anos) na série da Copa do Mundo ISSF. Ela prevaleceu sobre a italiana Diana Bacosi em um desempate por 15 a 11 para garantir uma medalha de ouro e estabelecer um recorde mundial júnior em sua primeira tentativa de carreira. Por causa de seu notável sucesso e talento no esporte, Hill terminou a temporada como a veterana mais bem classificada da Grã-Bretanha e a número cinco do mundo na tabela de classificação. Ela também foi nomeada Jovem Personalidade Esportiva do Ano pela BBC.
Nos Jogos Europeus de 2015 em Baku, Azerbaijão, Hill derrotou sua rival italiana Bacosi em uma longa e tensa disputa de 30 saibros para reivindicar o primeiro lugar no pódio no skeet feminino. Ao ganhar o ouro em sua estreia internacional sênior, Hill ganhou outra vaga olímpica para a Grã-Bretanha. Poucos meses depois, ela adicionou outro título ao seu tesouro de carreira na Final da Copa do Mundo em Nicósia, Chipre, superando a tailandesa Sutiya Jiewchaloemmit com uma pontuação de 15 a 13 acertos.
Amber Hill competiu pelo time de tiro da GB no skeet feminino nas Olimpíadas de Verão de 2016 no Rio de Janeiro. Ela foi selecionada para o time da Inglaterra nos Jogos da Commonwealth com destino à Austrália em abril de 2018. Hill foi selecionada para o time de tiro da GB no skeet feminino nas Olimpíadas de Verão de 2020, mas teve que se retirar após testar positivo para COVID-19. Em julho de 2022, Hill se tornou a britânica de maior sucesso em eventos da Copa do Mundo da ISSF ao ganhar a medalha de prata na Copa do Mundo de 2022 em Changwon, Coreia do Sul. Esta foi sua 11ª medalha na Copa do Mundo, superando as 10 de Richard Faulds.
Nos Jogos Olímpicos de Verão de 2024, em Paris, conquistou a medalha de prata na competição do skeet feminino.